# Isable
Die Isable ist ein Fluss in Frankreich, der im Département Loire, in der Region Auvergne-Rhône-Alpes verläuft.

## Verlauf
Sie entspringt in den Monts de la Madeleine, im Gemeindegebiet von Cherier, entwässert generell in südöstlicher Richtung durch ein dünn besiedeltes Gebiet und mündet nach rund 27 Kilometern im Gemeindegebiet von Pommiers als linker Nebenfluss in die Aix. In ihrem Mündungsabschnitt unterquert sie die Autobahn A 89.

## Orte am Fluss
(Reihenfolge in Fließrichtung)
- Cherier
- Saint-Polgues
- Amions